# نقش‌برجسته میدان میشان
نقش‌برجسته میدان میشان نقش‌برجسته‌ای است واقع در میدان میشان در کوه الوند در جنوب همدان مربوط به دوره اشکانی. این نقش‌برجسته دارای جزئیات جالبی است و شباهت زیادی به نقش‌برجسته هرکول در بیستون کرمانشاه دارد هرچند گرما و سرما کمی از کیفیت آن کاسته کرده‌است. صحنه‌های بزم شاهانه در این نقش‌برجسته دیده می‌شود و ویژگی جالب‌تر از آن وجود نقش‌هایی از ایزدان ایران باستان مانند روزت، خورشید و میترا در آن است.